# Luggye Tsho
Le Luggye Tsho est un lac glaciaire morainique du Nord-Ouest du Bhoutan.
Il est alimenté en eau par la fonte du glacier en amont. Cette eau s'accumule, retenue par une ancienne moraine glaciaire.

## Accident
Le 7 octobre 1994, 48 millions de m3 d'eau et débris rocheux du lac se déversèrent dans la rivière de Pho-Chhu en aval créant ainsi une inondation qui coûta la vie à 23 personnes.